# 知事ラン子
『知事ラン子』は高橋のぼるの政治漫画作品。英題は「THE GOVERNOR RANKO」。監修は青山佾。

## 概要
2004年から2005年まで「ビッグコミックスペリオール」で連載されていた。
政府補助金問題、地方首長厚遇問題、地方公営競技存廃問題、役所無責任体質、第三セクター問題、少子化問題などを取り上げている。

## 登場人物
赤月蘭子
和賀県知事。若くして他界した和賀県知事である夫の後を継ぐ形で、知事選に立候補して当選。
星繭子
和賀県知事秘書。
柴田力
和賀県知事秘書。
団塊造
和賀県副知事。
花菱匠
和賀県選出衆議院議員。与党若手グループのリーダー。
生方千夏
和賀県議会議員。

### 「雁電機誘致 補助金50円」編
山咲仁
和賀県企業誘致部長。
雁耕平
雁電機会長。
日吉敏光
雁電機社長。
宇田川信明
雁電機三ヶ尾工場長。
蟇正義
和賀県議会議員。
六戸六郎
ロイス&ロイス社長。
雁秀樹
雁電機経営戦略プロデューサー。
柳川学
雁研究所研究員。

### 「ラン子知事 VS 銭ゲバ市長」編
米山吉蔵
わが市長。
マーク・ビルモッツ
ベルギー王国バクリンド村特使。
エミリー・ダチョーニ
ベルギー王国バクリンド村特使。
都仙吉
元和賀県知事特別秘書。
平田凡太
スイテルタクシー勤務。

### 「地方競馬存廃問題」編
斉藤孫八
和賀県議会議員。
川上馬太郎
和賀県防災課職員。

### 「許すまじ、役人根性!」編
佐伯翔
ダンプ運転手。
松山銀也
来々軒店主。
細井正夫
百科事典のセールスマン。
東玉三郎
明治県知事。

### 「テーマパーク建設計画の闇」編
寿羅満吾郎
ジュラ建設会長。
風見勇気
和賀県観光開発局職員。
小柳竜雄
和賀県観光開発局長。
天童修作
和賀リゾート取締役。

### 「生まれくる命のための社会」編
杏
赤月蘭子の高校時代の親友。一児の母。
あかね
ブルーパピヨンのママ。
温子
ブルーパピヨンのホステス。一児の母。
美樹
ブルーパピヨンのホステス。一児の母。
麗
ブルーパピヨンのホステス。四児の母。